# Beautiful Tragedy
| Recensione       | Giudizio |
| ---------------- | -------- |
| AllMusic         | [ 1 ]    |
| Blabbermouth.net | 7.5/10   |

Beautiful Tragedy è l'album di debutto del gruppo heavy metal statunitense In This Moment, pubblicato il 20 marzo 2007 dalla Century Media.

## Il disco
L'album è stato parzialmente promosso in un'intervista condotta durante il programma Hard Attack su Sirius Satellite Radio, in cui vennero mandate in onda in anteprima delle tracce dell'album. Maria ha dichiarato riguardo al titolo dell'album:
(Maria Brink, inkedmag.com)

## Tracce
Testi di Maria Brink, musiche di In This Moment.
1. Whispers of October – 1:06
2. Prayers – 3:46
3. Beautiful Tragedy – 4:01
4. Ashes – 3:51
5. Daddy's Falling Angel – 4:12
6. The Legacy of Odio – 4:07
7. This Moment – 3:58
8. Next Life – 3:58
9. He Said Eternity – 3:51
10. Circles – 4:11
11. When the Storm Subsides – 4:43

Tracce bonus dell'edizione giapponese
1. Beautiful Tragedy (Radio Mix) – 3:21
2. Have No Fear – 3:46
3. Beautiful Tragedy (Acoustic) – 4:30

Enhanced edition EU
1. Prayers (video) – 4:21

## Formazione
Hanno partecipato alle registrazioni secondo le note dell'album:
In This Moment
- Maria Brink – voce
- Chris Howorth – chitarra solista
- Blake Bunzel – chitarra ritmica
- Jesse Landry – basso
- Jeff Fabb – batteria

Tecnici
- Eric Rachel – produttore, ingegneria del suono
- Eric Nvortek – ingegneria del suono
- Kyle Neely – ingegnere aggiunto
- Alan Douches – masterizzazione

## Classifiche
| Classifica                | Posizione massima |
| ------------------------- | ----------------- |
| Stati Uniti (Heatseekers) | 14                |
| Stati Uniti (Independent) | 35                |